# Slovenská Volová
Slovenská Volová es un municipio del distrito de Humenné en la región de Prešov, Eslovaquia, con una población estimada a final del año 2024 de 581 habitantes.
Se encuentra ubicado al sureste de la región, cerca de los ríos Cirocha y Laborec (cuenca hidrográfica del río Tisza) y de la frontera con la región de Košice.

## Demografía
| Año        | 1994 | 2004     | 2014    | 2024    |
| ---------- | ---- | -------- | ------- | ------- |
| Población  | 433  | 493      | 541     | 581     |
| Diferencia |      | +13,85 % | +9,73 % | +7,39 % |

| Año        | 2023 | 2024    |
| ---------- | ---- | ------- |
| Población  | 577  | 581     |
| Diferencia |      | +0,69 % |